# Archanara phragmiticola
Archanara phragmiticola är en fjärilsart som beskrevs av Otto Staudinger 1892. Archanara phragmiticola ingår i släktet Archanara och familjen nattflyn. Inga underarter finns listade i Catalogue of Life.